# Neethling Fouché
Johann Neethling Fouché (geboren am 10. Januar 1993) ist ein südafrikanischer Rugby-Union-Spieler, der für die Stormers in der United Rugby Championship, für Western Province im Currie Cup und in der Rugby Challenge spielt. Seine Stammposition ist Rechter Pfeiler (Tighthead Prop).

## Karriere

### Jugend
Fouché wurde bereits im Grundschulalter erstmals in eine Provinzmannschaft aufgenommen, als er Teil der U-13-Auswahl für die Craven Week 2006 der Leopards aus Rustenburg war. Im Jahr 2009 vertrat er die Leopards erneut, diesmal in der U16-Auswahl der Grant Khomo Week.
Im Jahr 2010 zog er nach Bloemfontein, um seine Schulausbildung am Grey College zu beenden. An seiner neuen Schule wurde er weiterhin in die Provinzauswahl berufen und vertrat die Provinz Freistaat bei den U-18-Turnieren der Craven Week 2010 und 2011. Im Jahr 2010 wurde er in die südafrikanische U-18-Mannschaft aufgenommen, die Spiele gegen Frankreich, England und Namibia bestritt. Fouché einmal für die U19-Mannschaft der Free State Cheetahs zum Einsatz, als er im Spiel gegen die U19 der Blue Bulls bei der U19-Provinzmeisterschaft 2011 eingewechselt wurde.
Während seiner Schulzeit kam Fouché einmal für die U19-Mannschaft der Free State Cheetahs zum Einsatz, als er im Spiel gegen die U19 der Blue Bulls bei der U19-Provinzmeisterschaft 2011 eingewechselt wurde.

### Blue Bulls
Nach zwei Jahren in Bloemfontein zog Fouché nach Pretoria um und schloss sich den Blue Bulls an. Während der U19-Provinzmeisterschaft 2012 kam er in sieben Spielen der Blue Bulls U19-Mannschaft zum Einsatz. Während der U21-Provinzmeisterschaft 2013 vertrat er die U21-Mannschaft der Blue Bulls dreimal, wobei er als Linker Pfeiler (Loosehead-Prop) anstelle seiner regulären Rechter Pfeiler-Position spielte.
2014 wurde er in die Mannschaft der UP Tuks berufen, die am Varsity Cup 2014 teilnahm, wo er gegen den späteren Meister UCT Ikey Tigers ein einziges Mal für die Universitätsmannschaft aus Pretoria auflief. Zwei Wochen später, am 8. März 2014, gab er sein Debüt in der höchsten Spielklasse. Im Erstrundenspiel des Vodacom Cup 2014 der Blue Bulls gegen Griquas wurde er eingewechselt, seine Mannschaft erlitt eine 24:26-Niederlage. Dies war sein einziger Auftritt in diesem Wettbewerb und er kehrte für die U21-Provinzmeisterschaft 2014 in die U21 zurück. Er kam sieben Mal zum Einsatz und erzielte drei Versuche – zwei im Spiel gegen Border U21 bei einem 143:0-Kantersieg und einen weiteren im Spiel gegen die Sharks. Fouché stand im Finale des Wettbewerbs in der Startelf und verhalf den Blue Bulls zu einem 20:10-Sieg gegen Western Province U21 in Kapstadt.
Fouché kehrte im Varsity Cup 2015 für die UP Tuks zurück und stand beim 29:29-Unentschieden gegen UFS Shimlas in der Startelf, bevor er in der ersten Runde der Super-Rugby-Saison 2015 gegen die Stormers als möglicher Ersatz für den verletzten Dayan van der Westhuizen für die Bulls nominiert wurde.